# Kerca-patak
A Kerca-patak a Domonkosfánál ered, Szlovénia keleti határának közelében. A patak forrásától kezdve keleti irányban halad, majd átlépi a szlovén–magyar határt Kercaszomornál, melyen keresztülfolyik. Ezután a falut elhagyva a patak délről elkerüli a Kis-hegyet, átlépi Zala vármegye és Vas vármegye határát és Bajánsenye, Magyarföld és Kerkáskápolna települések közt folyik a Kerka-patakba.
A Kerca-patak a Nyugat-dunántúli Vízügyi Igazgatóság működési területéhez tartozik. A patak medrét 1964 és 1966 között megváltoztatták, de 2006-ban mederrehabilitációra került sor, amely az eredeti állapotot hivatott ismét létrehozni az élővilág fennmaradása érdekében.
A Kerca-patak és élővilágának tanulmányozására hozták létre a Fürge Cselle tanösvényt, amely a Kerca-patak környékének jellegzetes flóráját és faunáját kívánja megismertetni a látogatókkal. A környék gazdag lepkeállománnyal rendelkezik.

## Part menti települések
- Kercaszomor
- Bajánsenye
- Magyarföld